# سانحه کارخانه آلومینیوم آیکا
سانحه کارخانه آلومینیوم آیکا به‌واسطه ترکیدگی مخزن زباله‌های شیمیایی در اکتبر ۲۰۱۰ در آیکا در غرب مجارستان اتفاق افتاد. آن حادثه سیلی از زباله‌های سمی به راه انداخت که دو شهر کوچک را ویران کرد، ۱۰ تن را کشت، ۱۵۰ نفر را زخمی کرد و تمام حیات وحش را در رودخانه مارتسال از بین برد.
بر اثر این حادثه، ناگهان بیش از ۷۰۰ هزار مترمکعب لجن قرمز سمی در زمانی کمتر از یک ساعت بخش‌های وسیعی از یک دهکده و شهرهای کوچک اطراف مجتمع شیمیایی آیکا را فرا گرفت. این سیلاب قلیایی موجب غرق شدن و سوختن انسان‌ها و حیوانات نزدیک به محل جاری شدن سیل شد. دهکده‌های اطراف نیز تخلیه شدند.
علاوه بر روستای تخلیه شده کولونتار به ساکنان یک شهر نزدیک به این روستا نیز هشدار تخلیه داده شد.

## نگارخانه

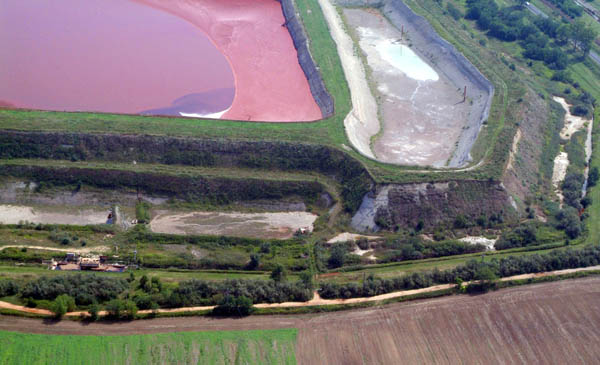
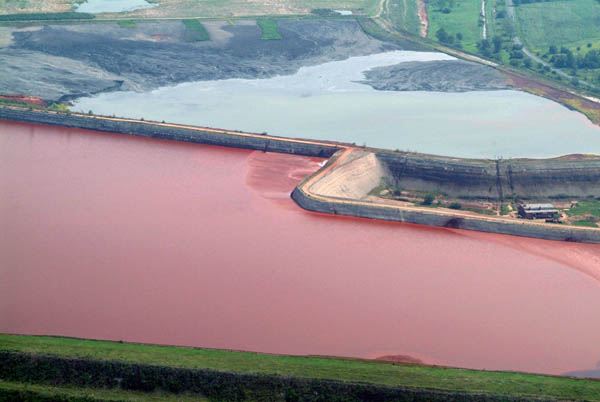
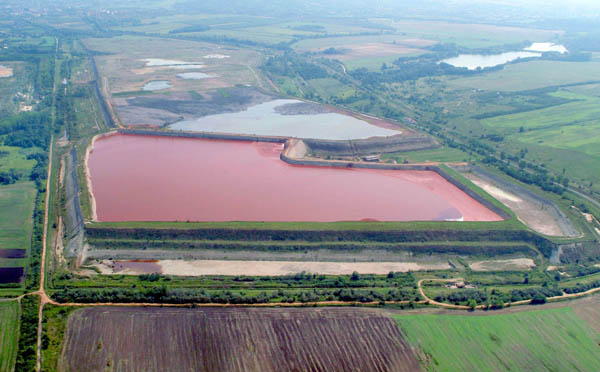
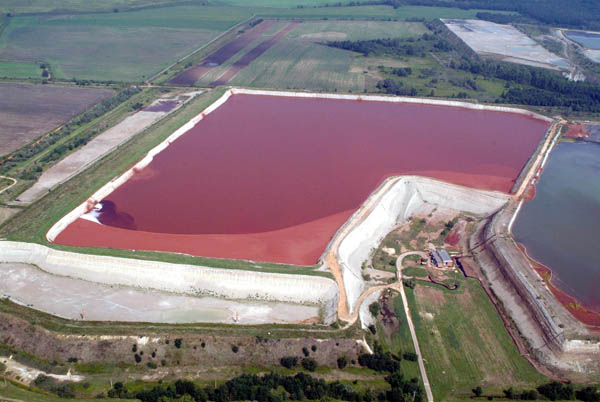
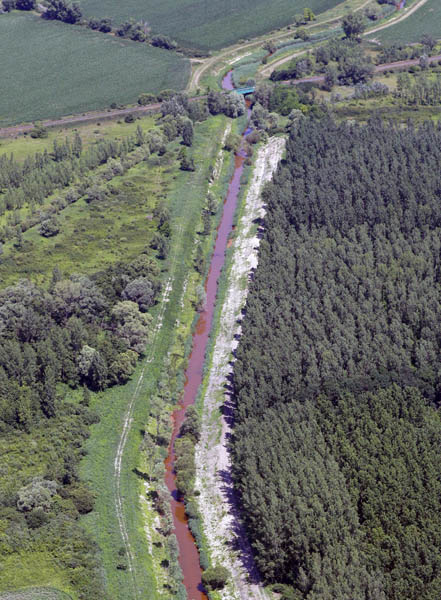